# Elbursia
Elbursia és un gènere monotípic d'arnes de la família Crambidae. Conté només una espècie, Elbursia stocki, que es troba a les muntanyes d'Elburz, Iran.